# Giela

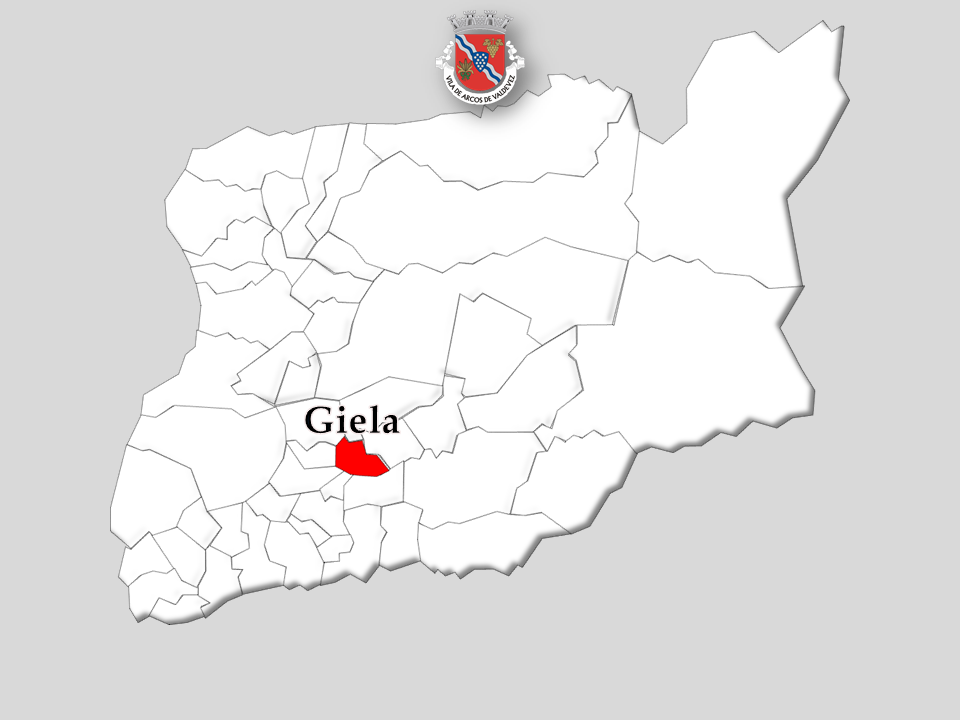
Localização no Município de Arcos de Valdevez

Giela é uma povoação portuguesa do Município de Arcos de Valdevez que foi sede da extinta Freguesia de Giela, freguesia que tinha 1,97 km² de área e 514 habitantes (2011), e, por isso, uma densidade populacional de 260,9 hab/km².
A Freguesia de Giela foi extinta em 2013, no âmbito de uma reforma administrativa nacional, tendo sido agregada à Freguesia de São Paio, para formar uma nova freguesia denominada União das Freguesias de Arcos de Valdevez (São Paio) e Giela com sede em São Paio.

## População
| População da freguesia de Giela | População da freguesia de Giela | População da freguesia de Giela | População da freguesia de Giela | População da freguesia de Giela | População da freguesia de Giela | População da freguesia de Giela | População da freguesia de Giela | População da freguesia de Giela | População da freguesia de Giela | População da freguesia de Giela | População da freguesia de Giela | População da freguesia de Giela | População da freguesia de Giela | População da freguesia de Giela |
| ------------------------------- | ------------------------------- | ------------------------------- | ------------------------------- | ------------------------------- | ------------------------------- | ------------------------------- | ------------------------------- | ------------------------------- | ------------------------------- | ------------------------------- | ------------------------------- | ------------------------------- | ------------------------------- | ------------------------------- |
| 1864                            | 1878                            | 1890                            | 1900                            | 1911                            | 1920                            | 1930                            | 1940                            | 1950                            | 1960                            | 1970                            | 1981                            | 1991                            | 2001                            | 2011                            |
| 334                             | 341                             | 350                             | 314                             | 344                             | 326                             | 338                             | 371                             | 398                             | 340                             | 300                             | 502                             | 581                             | 499                             | 514                             |

| Ano  | 0-14 Anos | 15-24 Anos | 25-64 Anos | > 65 Anos |
| 2001 | 81        | 83         | 256        | 79        |
| 2011 | 79        | 70         | 276        | 89        |

## Património
- Paço da Giela
- Casa da Coutada (jardim, portão, largo e árvores)
- Casa solarenga de Requeijo